# Дърман и Куделин
Дърман и Куделин са български боляри от владели съвместно Браничевската област в края на XIII век. Житиеписецът Данило споменава изрично, че са родни братя. Център на владенията им е крепостта Ждрело (днес с. Горняк в Сърбия) разположена на река Млава.
След смъртта на Иван Асен II през 1241 г. и несигурното царуване на неговите синове България навлиза в период на продължителни междуособици. Византийската заплаха от юг и татарските нашествия от север отслабват държавата, като това позволява на някои местни управители да постигнат известно самоуправление. Около 1273 г. Дърман и Куделин се установяват в българската Браничевска област като независими или полунезависими владетели.
Намиращото се на север Унгарско кралство подновява своите традиционно завоевателни стремежи към северозападните български земи. През 1282 г. унгарският крал Ласло (Ладислав) ІV Куманинът предприема поход срещу владенията на двамата братя, но войските му претърпяват тежко поражение от Дърман. Кралят започва преговори чрез своя сановник Георги, но Дърман и Куделин не са склонни нито на териториални отстъпки, нито да се признаят за унгарски васали. Те продължават успешно военните действия и се превръщат в сериозна заплаха за съседните им унгарски владения, особено за областта Мачва. Ладислав IV прибягва до помощта на своя васал Стефан Драгутин, бивш сръбски крал. През 1290 г. Драгутин напада Браничевската област, но е разбит от Дърман и Куделин. Те нахлуват в земите му, подпомагани от татарски отряди, опустошават Мачва, а татарите проникват и в южните унгарски земи.
Драгутин търси помощ от брат си – крал Стефан Милутин. През 1291 г. двамата подпомогнати от унгарски отряди нападат Браничевската област и превземът крепостта Ждрело. Войската на Дърман и Куделин е разбита, а те бягат при своя покровител Ногай, темник на татарската Златна орда. Известно е, че той подбужда владетеля на Видинското деспотство Шишман I да нападне Сърбия, но не се знае нищо за по-нататъшната съдба на Дърман и Куделин. Войната на Шишман със Стефан Милутин е неуспешна и България окончателно губи Браничевската област.  
| „                                                              | Не минало много време, след като отново прие властта в Сремската земя благочестивият крал Стефан, а в Браничевската област, в място, наречено Ждрело, се укрепили двама самовластни велможи и не се бояли те от насилие, братя от една майка - Дърман и Куделин. Хвалили се те със силата си и не давали никому властта в своите владения... | “ |
| Из „Житие на Стефан Милутин“ от сръбския архиепископ Данило II | |   |